# Leonel Godoy Rangel
Pour les articles homonymes, voir Rangel.

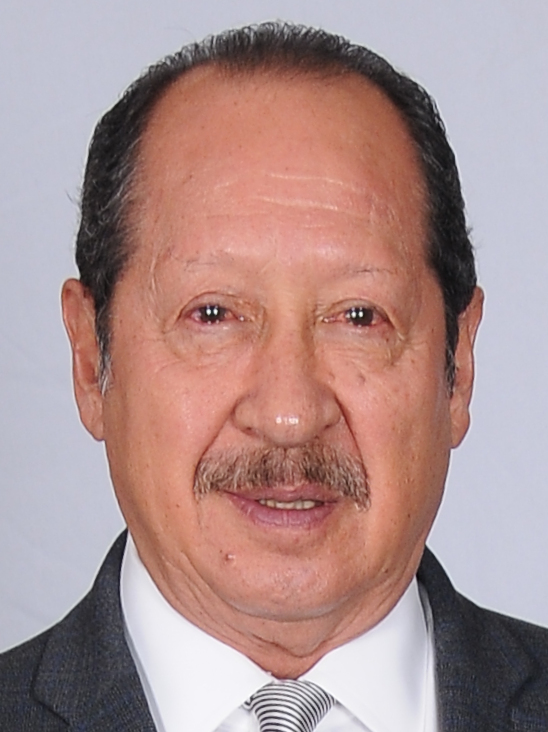

Leonel Godoy Rangel, né le 5 juin 1950 à Lázaro Cárdenas, Michoacán, est un homme politique mexicain. Il est le gouverneur de l'État mexicain de Michoacán de 2008 à 2012. Au niveau fédéral, il a été député de 1994 à 1997 et sénateur représentant le Michoacán de 2006 à 2007.  Au niveau local, il sert dans plusieurs cabinets du district fédéral de Cuauhtémoc Cárdenas et Andrés Manuel López Obrador et de Michoacán (de Cuauhtémoc Cárdenas et Lázaro Cárdenas Batel,.